# 咸陽市
咸陽市（かんよう-し）は中華人民共和国陝西省に位置する地級市。
かつては秦朝の首都として大いに栄えた。風水においては山・丘・阜などの南側、河・江・川・湖などの水辺の北側を陽と言う。この都市は九嵕山（きゅうそうざん）の南、渭水の北に当たり「咸（みな）陽」なためにこの名前がついた。

## 地理

### 行政区画
3市轄区・2県級市・9県を管轄する。
- 市轄区：
  - 秦都区・渭城区・楊陵区
- 県級市：
  - 興平市・彬州市
- 県：
  - 三原県・涇陽県・礼泉県・武功県・乾県・永寿県・長武県・旬邑県・淳化県

| 咸陽市の地図                                                                                    |
| ----------------------------------------------------------------------------------------------- |
| 秦都区 楊陵区 渭城区 三原県 涇陽県 乾県 礼泉県 永寿県 長武県 旬邑県 淳化県 武功県 興平市 彬州市 |

#### 変遷
この節の出典
邠県分区
- 1949年10月1日 - 中華人民共和国陝西省邠県分区が成立。邠県・長武県・永寿県・乾県・醴泉県・麟遊県・栒邑県が発足。（7県）
- 1950年5月2日 
  - 乾県・永寿県・長武県・邠県・麟遊県が宝鶏専区に編入。
  - 醴泉県・栒邑県が咸陽専区に編入。

三原分区
- 1949年10月1日 - 中華人民共和国陝西省三原分区が成立。三原県・銅川県・耀県・富平県・淳化県・涇陽県・高陵県が発足。（7県）
- 1950年5月2日 - 三原県・涇陽県・淳化県・高陵県・富平県・銅川県・耀県が咸陽専区に編入。

咸陽専区（1949年-1952年）
- 1949年10月1日 - 中華人民共和国陝西省咸陽分区が成立。咸陽県・長安県・鄠県・盩厔県・興平県・武功県が発足。（6県）
- 1950年5月2日 - 咸陽分区が咸陽専区に改称。（13県）
  - 邠県分区醴泉県・栒邑県、三原分区三原県・涇陽県・淳化県・高陵県・富平県・銅川県・耀県を編入。
  - 長安県が省直轄県級行政区となる。
  - 武功県が宝鶏専区に編入。
- 1952年5月23日 
  - 咸陽県・鄠県・銅川県が省直轄県級行政区となる。
  - 富平県・三原県・涇陽県・高陵県・耀県が渭南専区に編入。
  - 栒邑県・淳化県・興平県・醴泉県・盩厔県が宝鶏専区に編入。

咸陽市（第1次）
- 1960年12月15日 - 咸陽市が地級市の咸陽市に昇格。（1市4県）
  - 乾県・邠県・盩厔県・興平県を編入。
- 1961年8月16日 （1市10県）
  - 興平県の一部が分立し、武功県・扶風県が発足。
  - 盩厔県の一部が宝鶏市鳳翔県の一部と合併し、宝鶏市郿県となる。
  - 邠県の一部が分立し、栒邑県・長武県が発足。
  - 乾県の一部が分立し、永寿県・醴泉県が発足。
  - 盩厔県の一部が漢中専区洋県の一部と合併し、漢中専区仏坪県となる。
- 1961年8月22日 
  - 武功県・扶風県が宝鶏専区に編入。
  - 咸陽市・乾県・邠県・盩厔県・興平県・栒邑県・長武県・永寿県・醴泉県が咸陽専区に編入。

咸陽地区（1961年-1983年）
- 1961年8月22日 - 咸陽市、咸陽市乾県・邠県・盩厔県・興平県・栒邑県・長武県・永寿県・醴泉県、西安市鄠県、三原県・淳化県・涇陽県・高陵県を編入。咸陽専区が成立。咸陽市が県級市に降格。（1市13県）
- 1961年9月 （1市13県）
  - 咸陽市の一部が西安市未央区に編入。
  - 盩厔県の一部が宝鶏専区岐山県・郿県、漢中専区仏坪県に分割編入。
- 1962年4月 - 漢中専区仏坪県の一部が盩厔県に編入。（1市13県）
- 1962年10月 - 永寿県の一部が醴泉県に編入。（1市13県）
- 1963年6月 - 西安市灞橋区の一部が高陵県に編入。（1市13県）
- 1964年8月29日 （1市13県）
  - 盩厔県が周至県に改称。
  - 醴泉県が礼泉県に改称。
  - 鄠県が戸県に改称。
  - 邠県が彬県に改称。
  - 栒邑県が旬邑県に改称。
- 1965年2月 - 礼泉県の一部が興平県に編入。（1市13県）
- 1966年6月24日 - 咸陽市が西安市に編入。（13県）
- 1969年10月 - 咸陽専区が咸陽地区に改称。（13県）
- 1971年10月5日 - 西安市咸陽市を編入。（1市13県）
- 1983年9月9日 
  - 咸陽市が地級市の咸陽市に昇格。
  - 興平県・三原県・礼泉県・涇陽県・乾県・永寿県・彬県・長武県・旬邑県・淳化県が咸陽市に編入。
  - 戸県・周至県・高陵県が西安市に編入。

咸陽市（第2次）
- 1983年9月9日 - 咸陽地区咸陽市が地級市の咸陽市に昇格。秦都区を設置。（2区11県）
  - 咸陽地区興平県・三原県・礼泉県・涇陽県・乾県・永寿県・彬県・長武県・旬邑県・淳化県、宝鶏市武功県・楊陵区を編入。
- 1986年12月2日 - 秦都区の一部が分立し、渭城区が発足。（3区11県）
- 1993年6月18日 - 興平県が市制施行し、興平市となる。（3区1市10県）
- 2008年8月14日 - 宝鶏市扶風県の一部が楊陵区に編入。（3区1市10県）
- 2018年2月22日 - 彬県が市制施行し、彬州市となる。（3区2市9県）

## 歴史
紀元前352年に秦の孝公が咸陽城を造り、都をここに移した。その後、始皇帝により阿房宮造営の大規模な工事が行われ当時としては稀な巨大都市になっていった。
始皇帝死後も工事は続けられたが、二世皇帝胡亥・三世子嬰の代になっても阿房宮は未完成のままであった。
また始皇帝は直道（ちょくどう）と呼ばれる直線の軍用道路を咸陽から北に700kmも離れた九原郡まで造った。
紀元前206年に阿房宮は項羽により焼き払われたというのが、現代までの定説であったが、2003年に焼き払われてはいないと言う説も登場した。
ちなみに、その後楚漢戦争に勝利した劉邦により、渭水を渡って咸陽南郊の長安（現在の西安市）を前漢王朝が築城し首都に定め、長安が繁栄していった。

## 対外関係

### 姉妹都市・提携都市
友好都市
- 宇治市（近畿地方 京都府）
- 成田市（関東地方 千葉県）

## 教育

### 大学
- 西北農林科技大学

## 交通

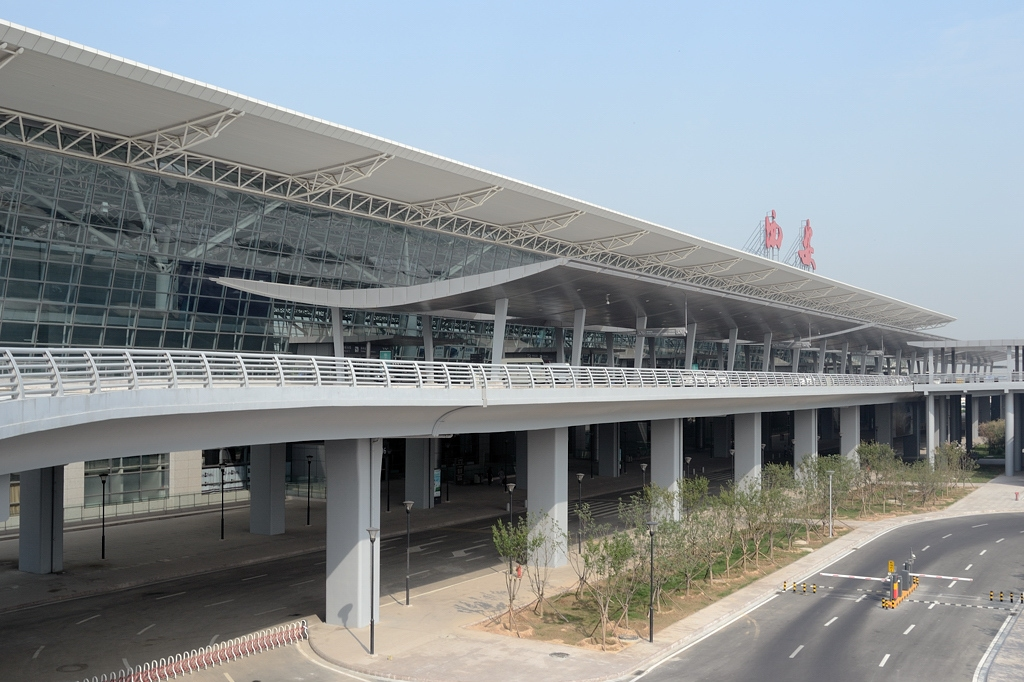
西安咸陽国際空港

### 空路

#### 空港
- 西安咸陽国際空港 - 省都西安市の玄関口となっている。

### 鉄道

#### 地下鉄
- 西安地下鉄14号線：渭城区内に8駅設置されている。

## 観光

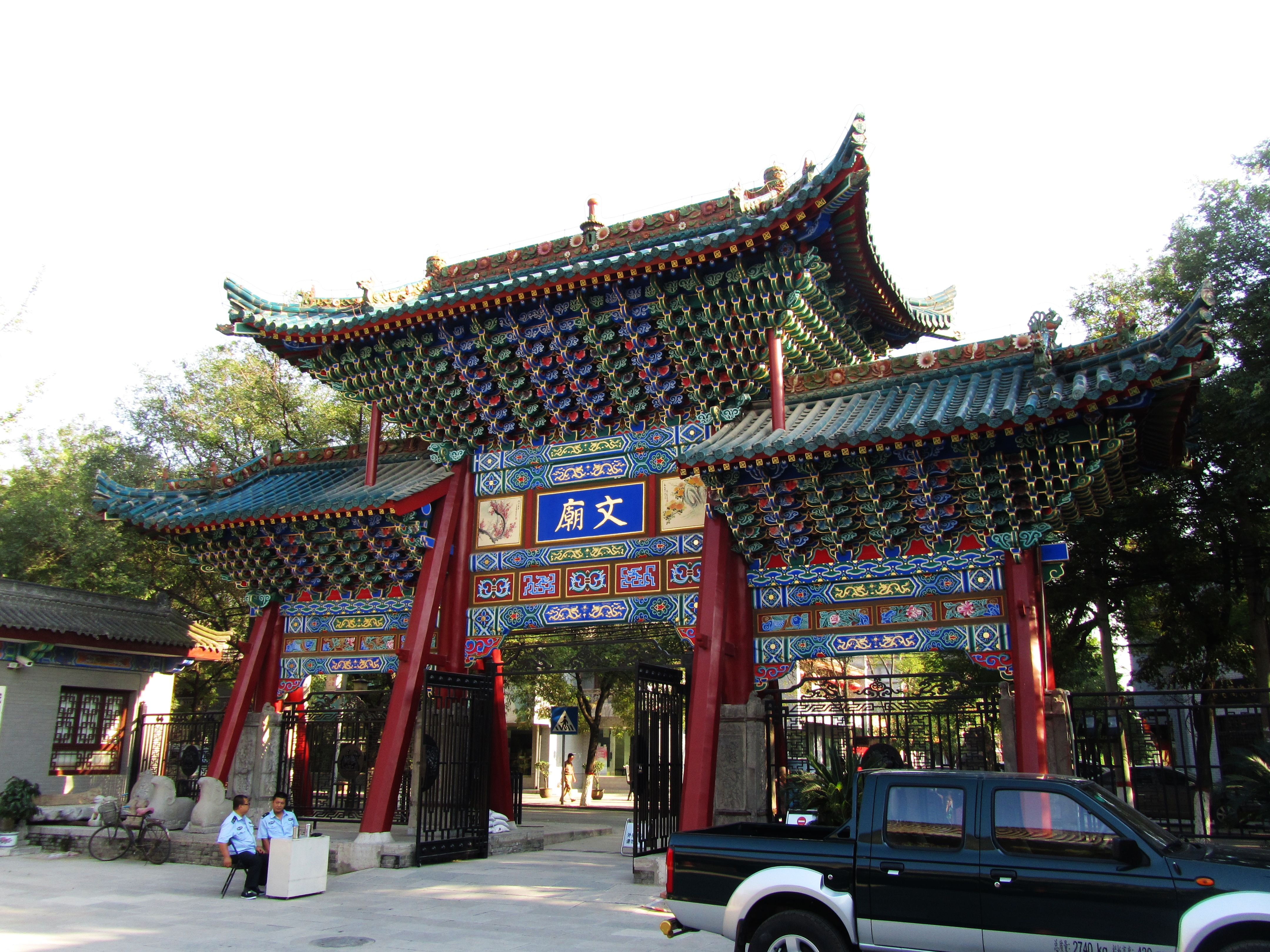
咸陽文廟

### 名所・旧跡
主な史跡
- 咸陽文廟
- 唐の十八陵
  - 昭陵
- 長陵

### 観光スポット
- 咸陽博物館
- 漢陽陵（兵馬俑）

## 出身関連著名人

### 出身著名人
- 張鳳翽 - 清末、中華民国の軍人。陝西省で辛亥革命を主導し、初代陝西都督となった。